# لانه‌کن سوروکوآی شمالی
لانه‌کن سوروکوآی شمالی (نام علمی: Trogon aurantius) نام یک گونه از سرده لانه‌کن‌های اصلی است.